# Autonoe spiniventris
Autonoe spiniventris is een vlokreeftensoort uit de familie van de Aoridae. De wetenschappelijke naam van de soort is voor het eerst geldig gepubliceerd in 1893 door Della Valle.